# Svatopluk I
Svatopluk I (o Sventopluk) (830?-894), inicialment governador del Principat de Nitra, va dirigir la revolució que va enderrocar al seu oncle Ratislau I i es va convertir en el segon rei de Gran Moràvia. El seu govern es va destacar pels nombrosos conflictes amb els seus veïns i per aconseguir la major extensió territorial del seu imperi.

## Ascens al poder
Convertit en hereu de l'imperi i príncep de Nitra pel seu oncle, Ratislau I, no van trigar a sorgir les diferències.
D'altra banda, en la Frància Oriental creixien les hostilitats davant el nou estat, que amenaçava amb trencar el vincle de vassallatge a causa del seu auge. El clergat franc també mostrava ressentiments davant l'acostament entre Ratislau I i l'església bizantina, concretada en l'enviament de Ciril i Metodi.
Ambdues causes convergeixen en un sol punt l'any 870, quan Svatopluk decideix alçar-se contra Ratislavu I i aconsegueix per a això el suport del monarca franc oriental, Lluís el Germànic. Est decideix enviar suport militar dirigit pel seu fill, Carloman de Baviera.
Capturat Ratislau I, va ser lliurat a les tropes de Carloman de Baviera, que el van sotmetre a tortures -va perdre la vista- i el van empresonar en un monestir a Baviera, va morir aquest mateix any. Quant a Svatopluk, va assumir ràpidament el tron de Gran Moràvia, però les pretensions franques van sobrepassar l'acord inicial. Svatopluk va ser acusat de traïció a la monarquia franca oriental, per la qual cosa va ser empresonat a Baviera i l'Estat ocupat per les tropes estrangeres.
Els trastorns interns van degenerar en un moviment organitzat de resistència a l'ocupació, protagonitzat pel monjo Slavomir, qui es va proclamar rei. En un intern per calmar l'eufòria interna, Svatopluk va ser alliberat i posat de nou en el tron. Secretament aliat amb Slavomir, inicia un període de guerres contra els francs que tan sols conclourà el 874, en arribar a la pau amb Lluís el Germànic i Carloman de Baviera.
El clergat moravià tampoc es va salvar de la influència franca, en profundes desavinences amb la evangelització de Metodi. Aquest va ser detingut en Suàbia, on es trobava de visita, i condemnat a cadena perpètua pel bisbe de Baviera. Solament l'enèrgica intervenció del papa va aconseguir fer que s'obrissin les portes de la seva masmorra al cap de tres anys.

## Regnat
De manera similar al seu antecessor, Svatopluk assumeix el govern amb el títol de rei -rex probablement-. La pau de 874 no va significar la fi de l'amenaça franca, a causa que es van suscitar nombrosos conflictes amb el següent monarca, Arnulf de Caríntia.
Va resistir nombroses invasions dels primers magiars i búlgars que van arribar a l'Europa central. Svatopluk va ser també qui va aconseguir la major expansió de l'imperi durant els anys 871-894, annexant a ell les terres habitades per altres tribus eslaves de menor desenvolupament cultural, tals com: 
- Vistulans (sud de Polònia) el 874
- Silèsia el 880
- Conca del Tisza el 881
- Principat de Balaton el 883
- Bohèmia i Lusacia  el 890.

Quant a la seva política religiosa, aconsegueix la independència de l'església moraviana en crear el papa l'arquebisbat de Moravia i el bisbat de Nitra. D'altra banda, el monarca desitjava imitar els estils de l'aristocràcia europea de l'època, per la qual cosa privilegia l'ús del llatí, encara que aquest sigui un idioma minoritari als seus territoris.
Finalment, cal destacar la seva bona relació amb el pontífex romà, el qual sempre es va relacionar amb ell mitjançant el títol de "dilectus filius", reservat fins llavors als emperadors francs i romans d'Orient.

## Llegendes entorn de Svatopluk

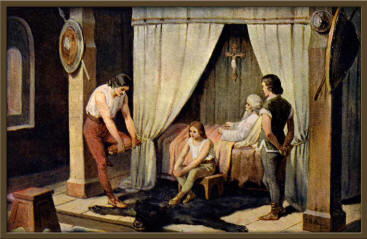
Svatopluk I i els seus fills

La llegenda més famosa de Svatopluk I apareix citada per primera vegada per l'emperador romà d'Orient, Constantí VII, al segle x. Aquesta relata que en el seu llit de mort el monarca va manar a cridar als seus tres fills. Va agafar una branca per a cadascun, les hi va donar i els va sol·licitar trencar-la. Després va prendre les tres branques, les va unir i els va sol·licitar trencar-les. Sent tasca més difícil trencar cadascun solament les tres branques juntes, el monarca els va dir que provessin els tres junts, amb el que van poder trencar-les.
Després el monarca els va explicar la raó de la seva petició: que només la força d'un regne unit i el treball conjunt condueix a l'ordre i la prosperitat. Amb això el monarca es referia directament a la fragilitat del regne dividit entre ells i la fortalesa que podria tenir si ho mantinguessin unit.
Malgrat els advertiments del seu pare, el regne es va dividir a la seva mort el 894. Històricament, les cròniques franques solament assenyalen l'existència de dos fills, Mojmír II i Svatopluk II, els qui es van repartir el regne. El primer ocupant el títol de monarca i el segon el de príncep de Nitra.